# 大東宮
大東宮（だいとうぐう）は北大東島（沖縄県島尻郡北大東村）にある神社である。境内の森は夜間、天然記念物のダイトウオオコウモリが飛び回るため生態観察に適している。

## 祭神
南大東村の大東神社と同様、天照大神。

## 由緒
明治36年（1903年）、玉置半右衛門率いる大東諸島開拓団が同33年（1900年）に入植を開始した南大東島に続き北大東島の開拓事業を開始。その際、製糖事業を営む玉置商会により創建された。当初は島の西部にある黄金山（現在は北大東灯台が建っている）に祀られていたが、後に島の中心部へ移され現在に至る。

## 祭祀
- 例祭（9月23日） - 南大東村の大東神社と同様、9月22日から23日にかけて大東宮例祭が開かれる。御輿が島内を練り歩き、境内では沖縄角力と江戸相撲の奉納演舞が行われ八丈島からの入植者と沖縄からの移住者の文化が融合した独特の祭事となっている。